# 파이어 & 스워드
파이어 & 스워드(폴란드어: Ogniem i mieczem, With Fire And Sword)는 폴란드에서 제작된 제지 호프먼 감독의 1999년 영화이다. 미샬 제브로브스키 등이 주연으로 출연하였고 예르지 호프만 등이 제작에 참여하였다. 헨리크 시엔키에비치의 동명의 소설을 바탕으로 제작되었다.

## 출연

### 주연
- 미샬 제브로브스키
- 이자벨라 스코럽코
- 보그단 스텁카

### 조연
- 크지슈토프 코발레브스키
- 빅토르 즈보로브스키
- 즈비그니브 자마코브스키
- 안제이 세베린
- 다니엘 올브리츠키
- 마렉 콘드러트
- 마시에 코즈로브스키
- 애덤 페렌시
- 스테판 스즈미트

## 제작진
- 미술: 안드레이 핼린스키
- 의상: 막달레나 비에르나브스카-테스와브스커